# Sojoguti
Sojoguti (en euskera y oficialmente Sojoguti/Soxoguti) es un concejo del municipio de Arceniega, en la provincia de Álava. 

## Despoblados
Forman parte del concejo los despoblados de:
- Barruelo.[2]
- San Román.[3]

## Historia
Hacia mediados del siglo XIX, el lugar, ya por entonces perteneciente a Arceniega, tenía contabilizada una población de 38 habitantes. Aparece descrito en el decimocuarto volumen del Diccionario geográfico-estadístico-histórico de España y sus posesiones de Ultramar de Pascual Madoz con las siguientes palabras:

SOJOGUTI: l. del ayunt. de Arciniega, en la prov. de Alava (á Vitoria 9 leg.), part. jud. de Amurrio (3 1/2), aud. terr. de Búrgos (22), c. g. de las Provincias Vascongadas, dióc. de Santander (20). sit. en una pendiente; clima templado; reinan los vientos N., S. y O., y se padecen constipados. Tiene 18 casas esparcidas en cinco barrios titulados Berrones, Berruelo, La Cámara, San Roman y Sojoguti; igl. parr. (San Cornelio) en parage aislado y servida por un beneficiado, y varias fuentes. El térm. confina N. Arciniega; E. Llanteno; S. Sojo, y O. Cirian. El terreno es de mediana calidad; por él discurren varios arroyos, hallándose en uno de estos un puente. Los caminos son locales, en mal estado: el correo se recibe en Arciniega por balijero los martes, jueves y sábados: prod.: trigo, maiz, alubias, guisantes, avena, patatas y arvejas; cria de ganado caballar, vacuno y asnal; caza de zorros, garduñas, corzos, liebres y perdices. ind.: ademas de la agrícola y pecuaria, hay un molino harinero. pobl.: 10 vec., 38 alm. contr. (V. Alava intendencia).
(Madoz, 1849, p. 422)

## Demografía
En 2022, la entidad singular de población tenía empadronados 31 habitantes.
| Gráfica de evolución demográfica de Sojoguti entre 2000 y 2017 |
|                                                                |
| Población de derecho según los censos de población del INE.    |